# Lophoturus longisetis
Lophoturus longisetis är en mångfotingart som först beskrevs av Pocock 1894.  Lophoturus longisetis ingår i släktet Lophoturus och familjen Lophoproctidae. Utöver nominatformen finns också underarten L. l. scopiger.